# تپه اطراف شهر سوخته ۲۳۲
تپه اطراف شهر سوخته ۲۳۲ در شهرستان زابل، بخش شیب آب، دهستان لوتک، ۱۰/۹ کیلومتری جنوب غرب پایگاه باستان‌شناسی شهر سوخته واقع شده و این اثر در تاریخ ۲۰ اسفند ۱۳۸۵ با شمارهٔ ثبت ۱۸۰۹۲ به‌عنوان یکی از آثار ملی ایران به ثبت رسیده است.